# Cerapachys polynikes
Cerapachys polynikes é uma espécie de formiga do gênero Cerapachys.